# Éliane Victor
 (novembre 2017).
Pour les articles homonymes, voir Victor.
Éliane Victor, née Éliane Decrais le 21 octobre 1918 à Paris où elle est morte le 7 mars 2017, est une journaliste française, pionnière à la télévision car productrice de nombreuses émissions consacrées à la vie des femmes. Elle fut, en secondes noces, l'épouse de l'explorateur polaire Paul-Émile Victor.

## Biographie

### Ascendance et enfance
Éliane Victor est née le 21 octobre 1918 à Paris sous l'identité Éliane Decrais. Son grand-père, Albert Decrais (1838-1915), est une figure de la vie politique et diplomatique française du XIXe siècle. Après des études de droit, il devient haut fonctionnaire. En 1865, alors âgé de 27 ans, il épouse la fille d’un banquier parisien protestant, avec qui il a trois enfants — dont Jean, le père d’Éliane Victor — qu'ils élèvent dans le protestantisme. En 1871, il est préfet d’Indre-et-Loire, puis des Alpes-Maritimes en 1874, et enfin de Gironde en 1876 (une rue de Mérignac porte son nom). Il démissionne en 1877 en signe de protestation contre le coup de force antiparlementaire du maréchal Mac-Mahon. Il devient ambassadeur à Rome en 1882, à Vienne en 1886 et à Londres en 1893.
Suzanne Laugée, la mère d’Éliane, naît en 1889 et connaît à peine son père (architecte) qui meurt très jeune. Elle est élevée seule par sa mère et entreprend très tôt des études musicales. À sa sortie du Conservatoire, elle commence une carrière de soprano colorature à l’Opéra-Comique de Paris.
Alors qu'il est combattant de la Première Guerre mondiale, Jean Decrais, âgé d’environ 50 ans, déjà marié et père de trois enfants, rencontre Suzanne âgée de 28 ans, lors d’une permission à Tarascon en 1917. Ils se mettent en couple et ont ensuite trois enfants : Éliane en 1918, Monique en 1919 et Jean.
Éliane Decrais voit le jour dans le 17e arrondissement de Paris. Ses parents ne sont pas encore mariés, son père, issu de la bourgeoisie d’État, n'a pas encore divorcé.
Lorsque ses parents se marient, Éliane a sept ans et sa sœur six. Ils emménagent au numéro 9 de la rue Gounod. Sa mère renonce à sa carrière afin de se consacrer à sa famille. Elle transmet sa passion de la musique à ses enfants.
Suzanne donne des leçons de chant à domicile tandis que Jean est rédacteur en chef du Journal des débats ainsi que conseiller à la Cour des comptes.
L’été, la famille loue une villa près de la mer pendant un mois à Arcachon, Bénodet ou Saint-Brevin-les-Pins et, en septembre, les trois enfants et leur mère s’installent à Versailles à l’Hôtel Royal en attendant la rentrée scolaire pendant que Jean Decrais travaille.

### Adolescence et mariage
En 1936, Éliane, 18 ans et encore lycéenne, épouse Alain Pieyre de Mandiargues (1915-2008), qui en a 21. Il est le frère cadet de l'écrivain André Pieyre de Mandiargues. Éliane entre ainsi dans une grande famille protestante aristocratique où règles et traditions sont de rigueur.
Elle rate son baccalauréat mais entreprend des études de philosophie. Elle a un premier enfant, Geoffroy.
En 1938, à 20 ans, Éliane et son mari sont en vacances à Saint-Véran dans les Hautes-Alpes. Elle y rencontre Paul-Émile Victor, jeune explorateur polaire à la tête d’une escouade de chasseurs alpins, en train de leur démontrer qu’en cas de guerre les traîneaux à chiens peuvent être des moyens de transport utiles.
Elle assiste quelques mois plus tard à l'une des conférences de Paul-Émile Victor sur ses hivernages chez les Eskimos d’Angmassalik sur la côte est du Groenland.
Son époux est mobilisé en tant que sous-officier à la météo à Saint-Cloud et sa belle-mère s’installe à Genève avec le petit Geoffroy qu'Éliane lui a confié.
En 1944, elle héberge, sans connaître leur engagement, un groupe de résistants.
Pendant ce temps, Paul-Émile Victor, lieutenant des American Air Forces dans un escadron aérien en Alaska, est chargé de survoler les terres polaires pour secourir les aviateurs perdus ou blessés dans le Grand Nord.
Fin décembre 1944, il revient en France, demande Éliane en mariage et s’occupe de son divorce. Elle a alors 26 ans.
En 1946, elle laisse son fils, Geoffroy, à son ex-mari et part pour les États-Unis avec Paul-Émile Victor. Ils se marient en Californie, mais ce mariage n’est pas reconnu en France. Ensemble, ils ont ensuite trois enfants : Jean-Christophe, né en 1947, et les jumeaux Daphné et Stéphane.
Lorsqu’ils rentrent à Paris six mois plus tard, Jean Decrais, le père d’Éliane, est mort d’un cancer de la gorge.

### Carrière professionnelle
Alors qu’elle a 32 ans et quatre enfants, Éliane Victor participe bénévolement à l’édition de la collection « La Croix du Sud » chez Julliard.
Elle et son second mari se séparent à la fin des années 1950.
En 1958, son amie Hélène Lazareff, créatrice et directrice du magazine Elle, publie les lettres qu'elle a reçues d’Éliane Victor qui racontent sa vie au chevet de son fils Jean-Christophe, âgé de dix ans, à la suite d’une opération à cœur ouvert réalisée à Minneapolis aux États-Unis. Ces lettres bouleversent la France.
Après cette publication, Europe 1 lance une campagne de solidarité nommée Cœurs d’enfants, qui permet de recueillir cent quarante millions de francs de dons et d’édifier un bloc opératoire à l’hôpital Broussais à Paris.
Le 12 mai 1958, Pierre Lazareff, époux d’Hélène Lazareff et patron de France-Soir, propose à Éliane Victor le poste de « secrétaire générale » de son projet d'un magazine mensuel d’information télévisée : Cinq colonnes à la une. L’équipe se compose de Pierre Lazareff, Pierre Dumayet et Pierre Desgraupes, ainsi que du réalisateur Igor Barrère. Cependant, elle ne touche qu’un cachet pour chaque émission, sans couverture sociale, et n’obtient le statut de salariée que huit ans après ses débuts.
Elle reconnaît plus tard avoir « été submergée par leur intelligence » mais confie aussi qu'elle les a trouvés sceptiques lorsqu'elle leur a indiqué souhaiter produire une émission consacrée aux femmes,.
Ainsi, son émission mensuelle « Les Femmes aussi... » voit le jour en 1964, elle va être diffusée pendant neuf années avec 65 émissions jusqu'en 1972. Chaque émission brosse le portrait de femmes anonymes (paysannes, infirmières, femmes de ménage…). La première diffusion a lieu le 9 avril 1964 sous le titre Cherchez la femme et s’intéresse à la difficulté pour les femmes d’accéder aux postes à responsabilité.
De nombreuses personnalités acceptent de participer à ces émissions : Simone Signoret joue les journalistes, Roland Barthes aide Éliane Victor à élaborer une émission sur le thème de l’obsession du bonheur dans la pensée féminine… Seuls trois sujets ont été refusés par la direction générale de l'ORTF : la contraception, l’homosexualité féminine et le droit à l’avortement.
Bien que divorcée de Paul-Émile Victor (qui s'est remarié le 1er mars 1965 avec Colette Faure), Éliane garde le nom de son ex-mari et vit avec le journaliste Jacques-Olivier Chattard et les deux filles de ce dernier, Dominique et Catherine.
En 1967, elle se voit confier la responsabilité d’une soirée mensuelle sur la deuxième chaîne : Séance tenante, magazine d’information dans lequel elle affronte le direct.
Puis, en 1969 sur les deux chaînes de l'ORTF, elle produit Régie IV et Procès — qui abordent des sujets de société comme l’éducation sexuelle ou la majorité à 18 ans — ainsi que la série documentaire Du côté des enfants.
Nommée conseillère de programmes de la troisième chaîne auprès de Jean-Louis Guillaud en 1973, elle devient déléguée du directeur général de TF1, et responsable des programmes de l’après-midi de 1974 à 1978.
En août 1975, Éliane Victor, alors directrice des programmes de TF1, remercie Dorothée, qui anime depuis six mois une rubrique de l'émission Les Visiteurs du mercredi, considérant que Dorothée n'est « pas faite pour animer des émissions jeunesse ». La même année, elle produit Cécile ou la raison des femmes, abordant la condition des femmes.
En 1978, elle accepte de prendre la direction du magazine féminin Elle (jusqu'en 1982), et le fait évoluer en abordant des sujets d’actualité qui peuvent concerner les femmes. Mais elle prend des initiatives qui déplaisent à certains : remplacer de temps en temps les mannequins des couvertures par des hommes emblématiques comme Yves Montand, et supprimer l’horoscope…
Elle est nommée en 1981 conseillère à la direction de la branche audiovisuelle du groupe Hachette et produit sur TF1 une nouvelle émission, Quotidiennement vôtre, reprenant le principe du magazine Une minute pour les femmes qu’elle a créé en 1975.
Jean-Luc Lagardère prend le contrôle du groupe Hachette, ce qui bouleverse tout. En 1982, à 64 ans, Éliane Victor prend sa retraite, mais continue d'être active pour quelques missions.
Elle participe au développement d'Arte, est chargée de mission à l'Institut national de l'audiovisuel et est vice-présidente de La Fémis de 1988 à 1992.
En 1990, elle réalise avec Jean-Louis Comolli un documentaire pour la télévision sur Paul-Émile Victor. Paul-Émile Victor, un rêveur dans le siècle est un portrait, mais l’histoire se confond avec celle de l’étude ethnologique et géophysique des pôles, des premières expéditions auprès des Eskimos dans les années 1930 jusqu’à l'engagement de Paul-Emile Victor dans les années 1950 pour préserver le continent antarctique de toute exploitation industrielle.
À l’âge de 80 ans, elle fait le portrait de chacune des femmes députées pour La Chaîne parlementaire : Les députées aussi... qui est son dernier projet, diffusé en 2000.
Son premier fils Geoffroy Pieyre de Mandiargues meurt en 2007.
En juin 2008, elle publie chez Grasset son autobiographie, Profession femme.
Le mercredi 17 septembre 2008, Christine Albanel, ministre de la Culture et de la Communication, lui remet les insignes de commandeur de la Légion d'honneur. En mai 2011, elle est élevée à la dignité de grand officier de l'ordre national du Mérite.
Son deuxième fils, Jean-Christophe Victor, meurt en décembre 2016 ; elle le suit quelques mois plus tard le 7 mars 2017.
Éliane Victor a été l'amie de Simone de Beauvoir et de Françoise Giroud mais n'a jamais été une féministe militante ; néanmoins son œuvre a nettement contribué à défendre la cause des femmes.

## Écrit autobiographique
- Éliane Victor, Profession femme, Paris, Grasset & Fasquelle, 4 juin 2008, 218 p. (ISBN 978-2-246-70131-6 et 2246701317).